# Helicoprion
L'elicoprione (gen. Helicoprion) era un pesce cartilagineo preistorico, strettamente imparentato con gli squali. Visse nei mari del Permiano e sopravvisse all'estinzione della fine del periodo, per poi scomparire nel corso del Triassico, circa 225 milioni di anni fa.

## Descrizione
Dai fossili rinvenuti, la caratteristica singolare di questo “squalo” sono i denti, disposti in una strana “spirale” molto simile a una sega circolare. Per lungo tempo i paleontologi si chiesero quale potesse essere la disposizione in vita di una così bizzarra struttura; solo quando venne scoperto il cranio di una forma simile, Ornithoprion, si pensò che la spirale di denti fosse posta sulla mandibola. I denti venivano generati al centro della spirale: man mano che ne crescevano di nuovi, quelli vecchi e usurati venivano spinti e cadevano, venendo poi sostituiti da quelli che li avevano spinti. Altre ricostruzioni collocano la spirale dentata nella zona tracheale, mentre sulla mascella sarebbero stati presenti denti piatti come in generi simili. In ogni caso, una ricostruzione vera e propria dell'elicoprione è da considerarsi ipotetica, in entrambe, infatti, il pesce avrebbe avuto non poche difficoltà ad alimentarsi. Riguardo alle dimensioni, si pensa che potesse sfiorare gli 8 m di lunghezza e le 2 tonnellate di peso.

## Possibili prede
I denti dell'elicoprione erano seghettati, a indicare una dieta carnivora; come quest'animale catturasse le sue prede, però, è ancora oggetto di dibattito tra gli scienziati. Un'ipotesi vede l'elicoprione come un predatore di ammoniti (molluschi cefalopodi dotati di conchiglia); i denti sarebbero stati utilizzati per frantumare i gusci dei molluschi. Un'altra ipotesi vedrebbe l'elicoprione come un predatore di pesci: la strategia di caccia sarebbe consistita nell'entrare nei banchi a falciare i singoli individui tramite la sua bocca spalancata, armata dei temibili denti.
Recentemente si è notato come i denti di Helicoprion fossero poco consumati, rendendo ipotizzabile una dieta a base di cefalopodi privi di guscio, polpi e simili, oltre a pesci di piccola taglia. Quindi è stata proposta una nuova interpretazione anatomica dell'animale, che diventerebbe una sorta di analogo permiano-triassico di specie attuali (e dalla bizzarra mandibola) come gli Zifidi (ad esempio Ziphius cavirostris) e i "capodogli pigmei" (Kogia breviceps)